# 渡辺信二
渡辺 信二（わたなべ しんじ、1949年11月 - ）は、日本のアメリカ文学研究者、詩人、翻訳家。立教大学名誉教授。
専門はアメリカ詩。自らの詩集のほか、アメリカ詩集の翻訳も手がけている。

## 略歴
北海道札幌市出身。
北海道札幌東高等学校、東京大学文学部卒業、東京大学大学院博士課程中途退学。
1978年茨城大学人文学部助手、1979年茨城大学専任講師。
1981年東京学芸大学教育学部専任講師、1983年東京学芸大学教育学部助教授。
1991年立教大学文学部教授。
2012年フェリス女学院大学教授。

## 著書

### 研究書
- 『文学とアメリカ I 』（共著、南雲堂） 1980
- 『エズラ・パウンド研究 エズラ・パウンド生誕百年記念論文集』（共著、山口書店） 1986
- 『喪神の彼方を - 21世紀への詩・短歌・評論』（共編著、国文社） 1991
- 『文学アメリカ資本主義』（共編著、南雲堂） 1993
- 『荒野からうた声が聞こえる：アメリカ詩学の本質と変貌』（朝文社） 1994
- 『見つめあう日本とアメリカ：新しい異文化の交差を求めて』（共編著、南雲堂） 1995
- 『＜幻実＞の詩学』（共著、ふみくら書房） 1996
- 『読み直すアメリカ文学』（共著、研究社） 1996
- 『文学批評のポリティックス』（共著、大阪教育図書） 1997
- 『アメリカ文学の冒険：空間の想像力』（共著、彩流社） 1998
- 『アン・ブラッドストリートとエドワード・テイラー：アメリカ植民地時代の宗教と創作の関係について』（松柏社） 1999

### 詩集
- 『遥かなる現在』（国文社） 1984
- 『愛する妻へ』（思潮社） 1989
- 『不実な言葉 / まことの言葉』（書肆山田） 1991
- 『まりぃのための鎮魂歌』（ふみくら書房） 1993
- 『Spell of a Bird』（Vantage Press） 1997
- 『もうひとつの鎮魂歌』（本の風景社） 2002

### 翻訳
- 『アメリカ名詩選 - アメリカ先住民からホイットマンへ』（本の友社） 1997
- 『アメリカン・インディアンの歌』（松柏社） 2005